# Ts'oogot Gaay Lake
Ts'oogot Gaay Lake är en sjö i Kanada.   Den ligger i territoriet Yukon, i den västra delen av landet, 4 400 km väster om huvudstaden Ottawa. Ts'oogot Gaay Lake ligger 567 meter över havet. Arean är 0,18 kvadratkilometer. Den ligger vid sjön Dlaałäl Lake. Den sträcker sig 1,2 kilometer i nord-sydlig riktning, och 0,8 kilometer i öst-västlig riktning.
I omgivningarna runt Ts'oogot Gaay Lake växer huvudsakligen gles och ofta lågvuxen subarktisk skog. Trakten runt Ts'oogot Gaay Lake är nära nog obefolkad, med mindre än två invånare per kvadratkilometer.